# Silkwood
Silkwood ist ein biografisches Filmdrama aus dem Jahre 1983, das Anfang der 1970er-Jahre in den USA spielt. Er behandelt die wahre Geschichte der Laborantin Karen Silkwood, dargestellt von Meryl Streep. Sie kam unter nie restlos geklärten Umständen bei einem Verkehrsunfall ums Leben in der Zeit, als sie in einer Plutonium-Aufbereitungsanlage in Oklahoma arbeitete und sich gewerkschaftlich engagierte sowie Nachforschungen über lebensgefährdende, rechtsverletzende Praktiken in ihrem Betrieb anstellte.

## Handlung
In einer Brennelemente-Fabrik des Unternehmens Kerr-McGee passieren immer wieder Unfälle im Umgang mit radioaktiven Stoffen. Gegenüber den Angestellten werden diese jedoch verharmlost, Sicherheitsdokumente werden gefälscht. Die Chemietechnikerin Karen Silkwood will angesichts der Häufung der Ereignisse die Augen nicht mehr verschließen und beginnt damit, sich in der Gewerkschaft zu engagieren. Sie wird aufgefordert, Beweise zu liefern, um diese in den Verhandlungen mit der Konzernleitung einsetzen zu können. Unter zum Teil geheimnisvollen Umständen wird sie selbst mehrmals radioaktiv kontaminiert. Auch in ihrem Privatleben muss sie Rückschläge einstecken. Ihr Rückhalt in der Belegschaft sinkt, ihr Freund verlässt sie eine Zeitlang, da er ihr Engagement nicht teilen will.
Schließlich soll Silkwood die Dokumente (unter anderem retouchierte Röntgenaufnahmen von Schweißnähten an den Brennelementen) einem Reporter der New York Times übergeben, als ihnen klar wird, dass die Handlungen des Unternehmens potentiell gefährlicher sind, als sie ursprünglich angenommen hatten. Am Treffpunkt kommt sie jedoch nie an; ihr Wagen kommt von der Straße ab und sie stirbt an den Folgen des „mysteriösen Unfalls“. Ob sie die Unterlagen bei sich führte, bleibt ungeklärt, sie befanden sich nicht in Silkwoods Wagen (so der Text-Nachspann).

## Kritik
„Der Film ist bemüht, aus dem authentischen Fall das einfühlsame Porträt einer Frau zu machen, die um ihre Identität ringt, er bleibt jedoch weitgehend in den Konventionen des sozialkritischen Problemfilms stecken. Hervorragend: die Leistung der Hauptdarstellerin.“

„Weitschweifige Ausflüge in das Liebesleben der Silkwood geben dem Film mehr human touch als bekömmlich. Mit Boyfriend und einer Freundin führte sie eine für den Mittleren Westen eher ungewöhnliche Menage a trois. […] Die Szenen im Werk sind von latenter Bedrohlichkeit. Beinahe ungläubig sieht der Zuschauer heute, wie die Arbeiter – vermummt wie Astronauten und nur durch Gummihandschuhe und Glaswände vor der tödlichen Substanz geschützt – sich ziemlich unbesorgt bewegen, bis wieder einmal die Alarmglocke heult, weil einer verseucht wurde.“

## Auszeichnungen
- Der Film wurde für fünf Oscars nominiert, in den Kategorien: Beste Hauptdarstellerin (Meryl Streep), Beste Nebendarstellerin (Cher), Beste Regie, Bester Schnitt und Bestes Originaldrehbuch.
- Cher erhielt den Golden Globe Award als Beste Nebendarstellerin. Es gab vier weitere Nominierungen in den Kategorien: Bester Film – Drama, Beste Regie, Beste Hauptdarstellerin – Drama (Meryl Streep) und Bester Nebendarsteller (Kurt Russell).
- Meryl Streep belegt mit der Rolle als Karen Silkwood im American Film Institute den 47. Platz der „Top 50 der Helden der Filmgeschichte“.